# Uranoscopus cadenati
Uranoscopus cadenati är en fiskart som beskrevs av Poll, 1959. Uranoscopus cadenati ingår i släktet Uranoscopus och familjen Uranoscopidae. Inga underarter finns listade i Catalogue of Life.